# IBooks Author
Az iBooks Author (iBA) az Apple e-könyvszerkesztő alkalmazása. A szoftverrel létrehozott dokumentum elmenthető PDF formátumban, vagy feltölthető az Apple iBooks Store-jába. A szoftver ingyen letölthető a Mac App Store-ból.
Az Apple a közép- és felsőfokú oktatási jegyzetkészítésnek kíván elektronikus alternatívát állítani az iBooks Authorral és a köré épülő iBooks Store-ral, illetve az olvasást támogató iPades iBooks alkalmazással - ez volt a 2012. január 19-i szoftver bejelentés legfontosabb üzenete.
Az iBooks Author használatával bármelyik oktató, tanár készíthet e-könyvet, ennek ingyenes terjesztését épp úgy támogatja az Apple, mint a jutalékos értékesítését. Az elkészített dokumentum bármelyik, a készítő gépéhez csatlakoztatott iPadre is áttölthető - ez a készülő munka leghatékonyabb ellenőrzési módja is.
Az iBooks Author a Pagesre épül, amely az Apple szövegszerkesztő alkalmazása. A Pages alapok biztosítják a szöveg-, betűstílusok használatát. A számos sablont kínáló iBA a könyv minden elemének szerkesztését megengedi, illetve automatikus tartalomjegyzék, szószedetkészítéssel támogatja. Az e-könyvbe képtár, videó, Keynote prezentáció, 3D animáció és interaktív web-elem (HTML5) is beilleszthető, értelemszerűen ezek előkészítéséhez az iBA nem ad segítséget. Az alapcélnak megfelelően többféle teszt - felelet választós, képkiegészítős... - illeszthető az e-könyvbe, ezek az iBA felületén készíthetők el. A szerkesztés során megválasztható, hogy a könyv elforgatható legyen-e (álló vs. fekvő).
Az iBA által generált e-könyv állomány formátuma epub-hoz hasonlatos, ám az Apple állományai védettek más alkalmazással való megnyitástól, nem publikált XML névtereket és CSS kiegészítéseket használ a cupetinoi vállalat.
Az Apple WWDC 2013-on történt bejelentés szerint az iBooks Authorral szerkesztett könyvek olvashatók lesznek az Apple OS X 10.9 Mavericks operációs rendszerével egyidőben bemutatandó alkalmazással, azaz nem csak iPaden, de Macen is lehet majd olvasni a könyveket. A Maces olvasást az Apple ellenezte, így csökkentve a könyvek illegális másolhatóságát.
Az Apple ellen az Amerikai Igazságügyi Minisztérium e-könyv ár manipuláció miatt indított eljárást.